# Onosma linearilobum
Onosma linearilobum är en strävbladig växtart som beskrevs av Heinrich Carl Haussknecht och H. Riedl. Onosma linearilobum ingår i släktet Onosma och familjen strävbladiga växter. Inga underarter finns listade i Catalogue of Life.